# Zwart blauwtje
Het zwart blauwtje of ooievaarsbekblauwtje (Eumedonia eumedon), is een vlinder uit de familie van de Lycaenidae, de kleine pages, vuurvlinders en blauwtjes. 

## Kenmerken
De spanwijdte bedraagt 26 tot 30 millimeter. 

## Verspreiding en leefgebied
De soort heeft een lokale verspreiding over het Palearctisch gebied. In Nederland en België komt hij niet voor. 

## Leefwijze
Er vliegt één jaarlijkse generatie van mei tot en met augustus.
De waardplanten van het zwart blauwtje zijn soorten Geranium. De soort overwintert als rups. De rups wordt door mieren verzorgd.

## Ondersoorten
- Eumedonia eumedon eumedon
- Eumedonia eumedon albica (Dubatolov, 1997)
- Eumedonia eumedon ambigua (Staudinger, 1899)
- Eumedonia eumedon antiqua (Staudinger, 1899)
- Eumedonia eumedon axarquia Gil-T., 2004
- Eumedonia eumedon borealis (Wahlgren, 1930)
- Eumedonia eumedon fylgida (Gorbunov, 1995)
- Eumedonia eumedon mariensis Eitschberger & Steiniger, 1975
- Eumedonia eumedon modesta (Nekrutenko, 1972)
- Eumedonia eumedon mylitta (Hemming, 1932)
- Eumedonia eumedon sarykola (Sheljuzhko, 1914)
- Eumedonia eumedon timida (Grum-Grshimailo, 1885)